# Pintilie Broker de Asigurare
Pintilie Broker de Asigurare (PBA) este unul dintre cei mai importanți brokeri de asigurări de pe piața asigurărilor online din România.
Compania este activă în sectorul asigurărilor generale, auto și non-auto.
A fost înființată în anul 2006 de Alexandru Pintilie, pe atunci student la Academia de Studii Economice.
Compania operează atât prin agenții clasice, dar cu preponderență prin portalurile www.rca-ieftin.ro și www.asiguratorii.ro.
Cifra de afaceri în 2009: 1 milion euro
Cifra de afaceri în 2010: 3,6 milioane de euro
Cifra de afaceri în 2011: 6,3 milioane de euro

## Istoric
În anul 2006 a fost lansată prima versiune a site-ului www.rca-ieftin.ro, primul prin care se putea verifica on-line tariful RCA și se putea comanda RCA cu livrare la domiciliu.
În luna octombrie a aceluiași an, portalul devine operabil pentru public, constituind prima sursă de informare în timp real asupra tarifelor de la 8 societăți de asigurare.
În anul 2007 compania a început extinderea și prin rețeaua de agenții clasice, ajungând în 2010 la un număr de 10 agenții.
În iulie 2010 a fost lansat și portalul www.asiguratorii.ro dedicat tuturor tipurilor de asigurări generale.
Pe 2 septembrie 2010, compania a câștigat primul loc la categoria „Servicii și Turism” în cadrul Galei E-commerce 2010, prin site-ul www.rca-ieftin.ro
În primele 11 luni ale 2011, Pintilie Broker de Asigurare a intermediat online, prin site-urile www.rca-ieftin.ro și www.asiguratorii.ro mai mult de 35.000 de asigurări RCA, cu 85% mai multe comparativ cu aceeași perioadă a anului anterior, în condițiile în care piața de profil a înregistrat o scădere de 17,5%.
În vara anului 2012, magazinul online rca-ieftin.ro a primit certificarea Trusted.ro – Programul Național pentru Certificarea Magazinelor Online, în urma verificării realizate de trei entități de pe piața de profil: Gala Premiilor eCommerce, Legi-Internet.ro și Asociația pentru Protecția Consumatorilor din România.
În 2012, compania deține un număr de 7 agenții în București: Berceni Grand Arena, Afi Cotroceni, Dristor, Rahova, Obor, Autovit și Domenii.
În anul 2014 magazinul online rca-ieftin.ro a fost denumit Pint.ro